# Pas de la Ce
El Pas de la Ce és una collada de carena de muntanya situada a 1.574,6 m d'altitud situat en el terme municipal d'Abella de la Conca, a la comarca del Pallars Jussà.
Està situat al costat de ponent del Cap de Carreu, a la mateixa carena de la Serra de Carreu.
Per aquest pas circulava un dels camins de muntanya que travessaven la Serra de Carreu, entre Abella de la Conca i Carreu.